# Carrington-esemény

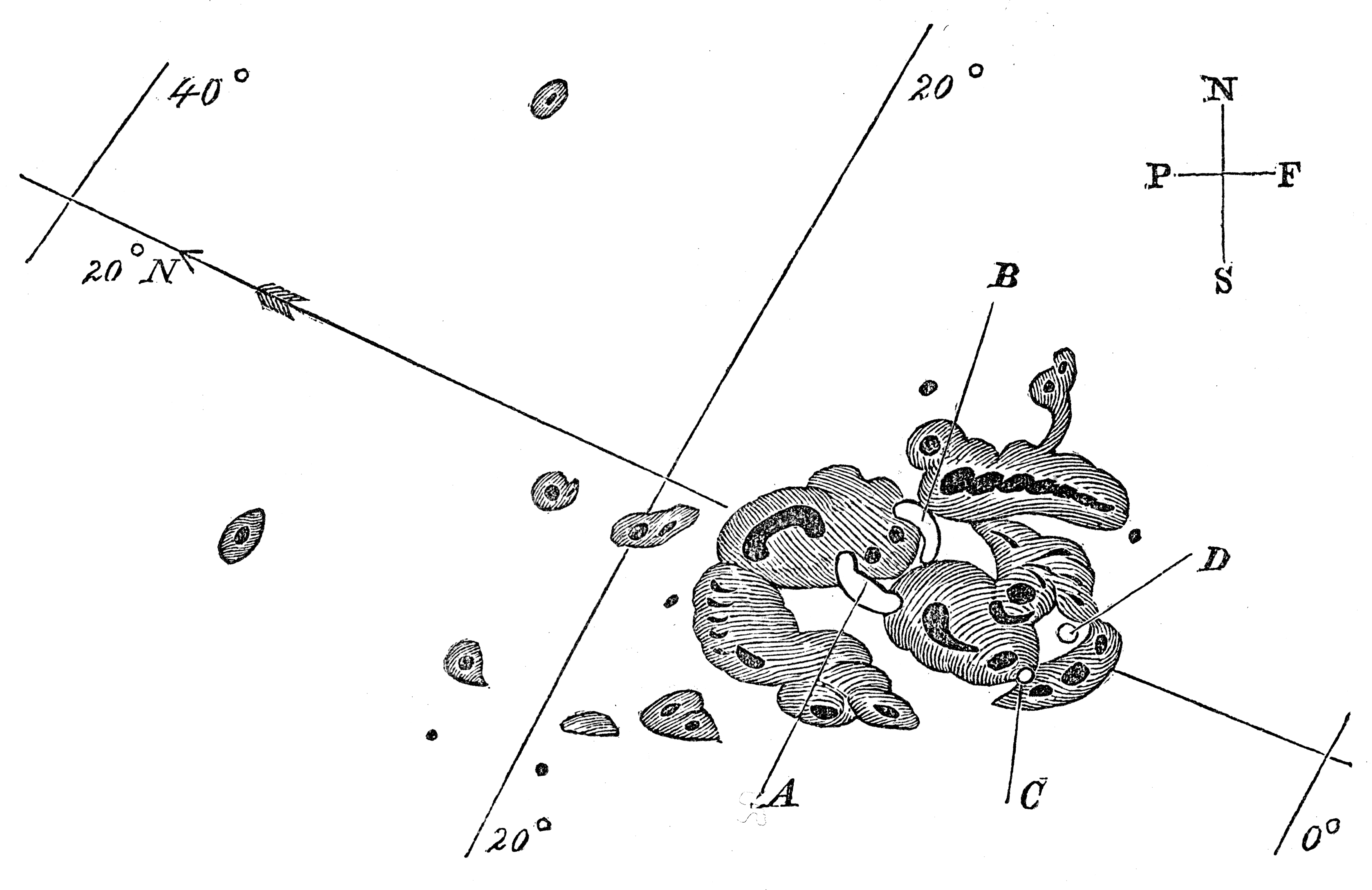
Napfoltok 1859. szeptember 1-jén, Richard Carrington rajza

A Carrington-esemény az írott történelem legintenzívebb geomágneses vihara volt, amely 1859. szeptember 1. és szeptember 2. között, a 10. napciklus alatt tetőzött. Erős sarki fényt okozott, amelyről világszerte beszámoltak; látható volt Rómában, Havannában és a Hawaii-szigeteken is. Európa és Amerika északi részén a távíróvezetékekben olyan magas feszültség indukálódott, hogy a vevőkészülékben átugró szikra lángra lobbantotta a papírszalagot. A nem sokkal korábban felállított távíróhálózat működését súlyosan korlátozta a vihar. A jelenséget – gyengébb formában – Közép-Európában is megfigyelték. A geomágneses vihar nagy valószínűséggel a Napból származó, a Föld magnetoszférájába ütköző koronakidobódás (CME) eredménye volt.
A geomágneses vihar egy nagyon fényes napkitöréssel társult 1859. szeptember 1-jén. Ezt Richard Carrington és Richard Hodgson brit csillagász egymástól függetlenül figyelte meg és jegyezte fel. Ők írták le elsőként a napkitörést.
Egy ilyen nagyságrendű geomágneses vihar – ha napjainkban következne be – széleskörű elektromos üzemzavart, áramkimaradásokat és az elektromos hálózat hosszan tartó kiesése miatti károkat okozna.